# Gyulevlyu
Gyulevlyu (ryska: Гюлевлю) är en ort i Azerbajdzjan.   Den ligger i distriktet Xaçmaz Rayonu, i den nordöstra delen av landet, 150 km nordväst om huvudstaden Baku. Gyulevlyu ligger 89 meter över havet och antalet invånare är 1 528.
Terrängen runt Gyulevlyu är lite kuperad. Närmaste större samhälle är Xaçmaz, 6,7 km norr om Gyulevlyu.
Trakten runt Gyulevlyu består till största delen av jordbruksmark. Runt Gyulevlyu är det ganska tätbefolkat, med 80 invånare per kvadratkilometer.